# Chlorops dissimulans
Chlorops dissimulans är en tvåvingeart som först beskrevs av Oswald Duda 1933.  Chlorops dissimulans ingår i släktet Chlorops och familjen fritflugor. Inga underarter finns listade i Catalogue of Life.